# Зарічанська сільська рада (Володимир-Волинський район)
Заріча́нська сільська́ ра́да — колишній орган місцевого самоврядування Володимир-Волинського району Волинської області. Розміщення — село Заріччя.

## Склад ради
Рада складається з 22 депутатів та голови.
Перші вибори депутатів оновленої ради громади та Зарічанського сільського голови відбулись 29 жовтня 2017 року. Було обрано 22 депутати ради, з них (за суб'єктами висування): УКРОП — 14 депутатів, самовисування — 5, Всеукраїнське об'єднання «Свобода» — 2 та Всеукраїнське об'єднання «Батьківщина» — 1 мандат.
Головою громади обрали позапартійного самовисуванця Ігоря Пальонку, тодішнього Зарічанського сільського голову.
При раді створені чотири постійні депутатські комісії:
- з питань бюджету, фінансів, соціально-економічного розвитку, житлово-комунального господарства та сфери послуг;
- з питань законності і правопорядку, депутатської етики, регламенту та регуляторної діяльності;
- з питань земельних відносин, містобудування, екології, підприємницької діяльності та власності;
- з питань інформаційної та молодіжної політики, освіти, науки, охорони здоров'я, соціального захисту населення, культури, спорту, туризму та зв'язків з громадськими організаціями, об'єднаннями.

## Історія
До 14 листопада 2017 року — адміністративно-територіальна одиниця у Володимир-Волинському районі Волинської області з територією 11,317 км² та населенням 4049 осіб (станом на 2001 рік).
Рада складалась з 22 депутатів та голови.
До 2017 року сільській раді підпорядковувались села Заріччя, Дігтів, Новосілки, Орані, Суходоли, Федорівка.

### Населення
Згідно з переписом УРСР 1989 року чисельність наявного населення сільської ради становила 3807 осіб, з яких 1786 чоловіків та 2021 жінка.
За переписом населення України 2001 року в сільській раді мешкало 3957 осіб.

#### Мова
Розподіл населення за рідною мовою за даними перепису 2001 року:
| Мова       | Відсоток |
| ---------- | -------- |
| українська | 98,69 %  |
| російська  | 1,14 %   |
| білоруська | 0,07 %   |
| молдовська | 0,02 %   |
| польська   | 0,02 %   |
| румунська  | 0,02 %   |

### Керівний склад попередніх скликань
| Прізвище, ім'я, по батькові | Основні відомості                                                 | Дата обрання | Дата звільнення |
| --------------------------- | ----------------------------------------------------------------- | ------------ | --------------- |
| Матвіюк Віктор Леонтійович  | Сільський голова, 1958 року народження                            | 26.03.2006   | 31.10.2010      |
| Пальонка Ігор Анатолійович  | Сільський голова, 1979 року народження, освіта вища, безпартійний | 31.10.2010   | 25.10.2015      |
| Пальонка Ігор Анатолійович  | Сільський голова, 1979 року народження, освіта вища, безпартійний | 25.10.2015   |                 |

Примітка: таблиця складена за даними сайту Верховної Ради України та ЦВК

### Депутати VII скликання
За результатами місцевих виборів 2015 року:
- Кількісний склад ради: 22
- Кількість обраних: 21
- Кількість мандатів, що залишаються вакантними: 1

#### За суб'єктами висування
| Суб'єкт висування                                          | Кількість обраних депутатів | %     |
| ---------------------------------------------------------- | --------------------------- | ----- |
| Самовисування                                              | 17                          | 80.95 |
| Партія Блок Петра Порошенка «Солідарність»                 | 2                           | 9.52  |
| Політична партія «Українське Об'єднання патріотів — УКРОП» | 1                           | 4.76  |
| Політична партія Всеукраїнське об'єднання «Свобода»        | 1                           | 4.76  |

#### За округами
| № округу | Прізвище, ім'я, по батькові       | Ким висунуто                                               | Дата нар.                       | Освіта                          | Партійна приналежність                                    | Відомості                                                                     |
| -------- | --------------------------------- | ---------------------------------------------------------- | ------------------------------- | ------------------------------- | --------------------------------------------------------- | ----------------------------------------------------------------------------- |
| 1        | Юхимюк Іван Михайлович            | Самовисування                                              | 09.03.1987                      | вища                            | безпартійний                                              | Зарічанська сільська рада, секретар                                           |
| 2        | Кисляк Валентина Леонтіївна       | Самовисування                                              | 14.07.1959                      | середня спеціальна              | безпартійна                                               | безробітна, пенсіонер                                                         |
| 3        | Нікітін Тарас Миколайович         | Самовисування                                              | 10.05.1984                      | вища                            | безпартійний                                              | Приватне підприємство «Газ-Вода-Тепло», слюсар                                |
| 4        | Призначено повторне голосування   | Призначено повторне голосування                            | Призначено повторне голосування | Призначено повторне голосування | Призначено повторне голосування                           | Призначено повторне голосування                                               |
| 5        | Климчук Роман Романович           | Самовисування                                              | 07.10.1972                      | середня спеціальна              | безпартійний                                              | безробітний                                                                   |
| 6        | Мокрицький Валентин Антонович     | Самовисування                                              | 02.03.1963                      | вища                            | безпартійний                                              | Сектор ЖКГ та інфраструктури Володимир-Волинської РДА, головний спеціаліст    |
| 7        | Пальонка Роман Анатолійович       | Самовисування                                              | 04.02.1985                      | вища                            | безпартійний                                              | ЖЕК № 1 м. Володимир-Волинський, механік                                      |
| 8        | Стипасюк Віктор Агейович          | політична партія Всеукраїнське об'єднання «Свобода»        | 10.02.1954                      | професійно-технічна             | член політичної партії Всеукраїнське об'єднання «Свобода» | безробітний, пенсіонер                                                        |
| 9        | Гарбуль Віктор Іванович           | ПАРТІЯ "БЛОК ПЕТРА ПОРОШЕНКА «СОЛІДАРНІСТЬ»                | 24.05.1957                      | вища                            | член ПАРТІЇ "БЛОК ПЕТРА ПОРОШЕНКА «СОЛІДАРНІСТЬ»          | ТВО «Агросвіт-Волинь», заступник директора                                    |
| 10       | Гаєвський Олександр Юрійович      | Самовисування                                              | 24.04.1968                      | середня спеціальна              | безпартійний                                              | ЦПМСД м. Володимир-Волинський, завідувач господарством                        |
| 11       | Романчук Любов Олексіївна         | Самовисування                                              | 03.01.1959                      | середня спеціальна              | безпартійна                                               | безробітна, пенсіонер                                                         |
| 12       | Волошинська Людмила Юріївна       | ПАРТІЯ "БЛОК ПЕТРА ПОРОШЕНКА «СОЛІДАРНІСТЬ»                | 24.04.1974                      | середня спеціальна              | безпартійна                                               | ФАП с. Федорівка, завідувачка                                                 |
| 13       | Будневський Микола Олексійович    | Самовисування                                              | 18.03.1968                      | професійно-технічна             | безпартійний                                              | безробітний                                                                   |
| 14       | Шліхта Юрій Миколайович           | Самовисування                                              | 23.09.1974                      | вища                            | безпартійний                                              | Шахта № 9 «Нововолинська», в.о. Начальника дільниці                           |
| 15       | Климюк Микола Іполітович          | Самовисування                                              | 28.08.1961                      | професійно-технічна             | безпартійний                                              | Фермерське господарство с. Новосілки, підприємець                             |
| 16       | Карпюк Олег Васильович            | Самовисування                                              | 21.09.1965                      | середня спеціальна              | безпартійний                                              | безробітний                                                                   |
| 17       | Стрельніков Ігор Олександрович    | Самовисування                                              | 10.05.1978                      | вища                            | безпартійний                                              | ЗОШ I—III ст. с. Суходоли, вчитель                                            |
| 18       | Мельник Олександр Степанович      | Самовисування                                              | 23.11.1970                      | загальна середня                | безпартійний                                              | безробітний                                                                   |
| 19       | Редько Віктор Васильович          | Самовисування                                              | 07.01.1971                      | загальна середня                | безпартійний                                              | ЗОШ I—III ст. с. Суходоли, водій                                              |
| 20       | Боровець Марія Павлівна           | Самовисування                                              | 10.02.1957                      | середня спеціальна              | безпартійна                                               | безробітна, пенсіонер                                                         |
| 21       | Лазаренко Володимир Володимирович | ПОЛІТИЧНА ПАРТІЯ «УКРАЇНСЬКЕ ОБ'ЄДНАННЯ ПАТРІОТІВ — УКРОП» | 21.04.1953                      | професійно-технічна             | безпартійний                                              | безробітний, пенсіонер                                                        |
| 22       | Тельменко Василь Васильович       | Самовисування                                              | 22.10.1964                      | середня спеціальна              | безпартійний                                              | Селянсько-фермерське господарство, голова селянсько-фермерського господарства |